# Vyšná Rybnica
Vyšná Rybnica – wieś (obec) na Słowacji położona w kraju koszyckim, w powiecie Sobrance. Pierwsze wzmianki o miejscowości pochodzą z roku 1419.
Według danych z dnia 31 grudnia 2012, wieś zamieszkiwało 358 osób, w tym 175 kobiet i 183 mężczyzn.
W 2001 roku rozkład populacji względem narodowości i przynależności etnicznej wyglądał następująco:
- Słowacy – 95,66%
- Czesi – 0,26%
- Romowie – 1,79%
- Rusini – 0,26%
- Ukraińcy – 0,77%

Ze względu na wyznawaną religię struktura mieszkańców kształtowała się w 2001 roku następująco:
- Katolicy rzymscy – 48,72%
- Grekokatolicy – 43,11%
- Prawosławni – 0,51%
- Ateiści – 2,55%
- Nie podano – 4,85%